# ジャック・クロウリー
ジャック・クロウリー（Jack Crowley、2000年1月13日 - ）は、ユナイテッド・ラグビー・チャンピオンシップ、マンスターに所属するラグビー選手。

## プロフィール
- アイルランド・イニシャノン出身[1]
- ポジションはスタンドオフ(SO)、センター(CTB)、フルバック(FB)。
- 身長 185cm、体重 89kg
- U20アイルランド代表に選ばれたことがある[2]。
- アイルランド代表キャップは10（2024年2月現在）でラグビーワールドカップ2023のアイルランド代表に選ばれた[3]。

## 略歴
2020年、マンスターに加入。